# 埼玉県立上尾橘高等学校
埼玉県立上尾橘高等学校（さいたまけんりつあげおたちばなこうとうがっこう）は、埼玉県上尾市に所在する公立の高等学校。ソーシャルスキルトレーニングに重きを置いた「キャッチアップタイム（CUT）」など、教科学習だけでなく、生徒の対人関係の課題に対応することを目指している。無学年式AIアダプティブラーニング「すらら」を活用するなど、学び直し、タブレットの活用などに積極的である。

## 設置学科
- 普通科（2年生からコース選択）
  - アドバンスコース
  - スタンダードコース
  - 情報ビジネスコース

※令和７年度入学生より、コース制は廃止予定。選択科目を拡充し、多様化している生徒のニーズに寄り添えるような変更が行われる。

## 沿革
- 1983年（昭和58年）- 埼玉県立上尾橘高等学校開校。
- 1988年（昭和63年）-埼玉県教育委員会指定により、情報コース 2クラスの設置が決定（1989年度）
- 2011年（平成23年）-6月に埼玉県の高等学校として初めて東日本大震災後、東北支援ボランティアとして生徒を派遣。
- 2012年（平成24年）-創立30周年記念式典
- 2018年（平成30年）-4月1日に、情報コース80名を改編して普通科に統合した。
- 2021年（令和3年）-埼玉県教育委員会の「高等学校における通級指導推進事業」の指定を受け、CUTを開始。

## キャッチアップタイム（CUT)
上尾橘高校独自の学校設定科目。１年生で週に1回実施しており、3つのコースから１つを選ぶ。
1. アクティブコミュニケーション（少人数と個別対応でソーシャルスキルやコミュニケーション力の向上を行う。人数制限がある。小中学校の通級指導のような学習支援は行わない。）
2. ベーシック（国語や社会の学び直しとソーシャルスキルトレーニングを行う。）
3. チャレンジ（国数社理英の学び直しを自分のペースで行う。）

## 主な行事
- 遠足
- 体育祭
- 文化祭（保護者や中学生の入場を認めており、広く一般の入場は認められていない年が多い）
- ロードレース大会
- 修学旅行
- 球技大会

## 施設・設備
トイレは最近改装が入り、とても綺麗。プールはない。

## 部活動
全体的に盛んではなく、半分近い生徒は所属していない。また、週１〜３回程度の活動の部活が多い。
運動部
- 野球部
- サッカー部
- 卓球部
- バドミントン部
- 女子バレーボール部
- 男子バスケットボール部
- 女子バスケットボール同好会
- 体操競技部
- ダンス部

文化部
- 科学部
- 美術部
- 家庭科部
- 書道部
- 情報処理部
- 文芸部
- 吹奏楽部
- 華道部
- 漫画研究部

## 近年の受験関連情報
| 令和 | 募集人数 | 志願者数 | 合格者数 |
| ---- | -------- | -------- | -------- |
| ４   | １６０   | １２０   | １２０   |
| ５   | １６０   | ９６     | ９６     |
| ６   | １６０   | ９９     | ９９     |

欠員が出た分は別に欠員補充を実施している。

## 著名な卒業生
- KOHTA - ロックバンドAngelo（元PIERROT）ベーシスト

## アクセス
県の中央付近に位置し、幅広い範囲から生徒が通学する。
- JR高崎線上尾駅から東武バス（リハビリセンター行き）18分（自転車で20分）
- JR高崎線大宮駅から東武バス（平方・丸山公園行き）40分（自転車で40分）
- JR川越線指扇駅から東武バス（上尾・橘神社前・フェニックスゴルフ場行き）9分（自転車で20分）
- JR川越線川越駅から東武バ（上尾駅西口・橘神社前行き）30分